# Batalla de Garní
La batalla de Garní fou una batalla entre el Regne de Geòrgia i Coràsmia del 1225.

## Antecedents
A finals del segle xii i principis del segle xiii una part de l'Armènia persa es va alliberar del domini de l'imperi Seljúcida, unint-se al Regne de Geòrgia, que lluitava contra els estats musulmans del sud del Caucas. El 1225 Jalal-ad-Din Mangburní va anar cap a l'Azerbaidjan on va enderrocar a Muzaffar al-Din Uzbeg fent entrada a Tabriz el 25 de juliol, i tot seguit va marxar contra Geòrgia.

## Batalla
En la batalla de Garní els georgians, uns 80.000 homes comandats per Garni Ivane van lluitar contra uns 10.000 homes de Coràsmia en agost de 1225.

## Conseqüències
Després de la batalla de Garní, Ivane va escapar a la fortalesa de Keghi amb un petit grup de compatriotes i Jalal-ad-Din Mangubertí va conquerir Dvin, i la cort reial georgiana, amb la reina Russudan de Geòrgia es traslladà a Kutaisi a l'oest i Tbilisi va caure el 9 de març de 1226 on uns cent mil habitants van morir, però les fortaleses georgianes van aguantar els atacs de Djalal i el 1227 les forces georgianes van reconquerir Tblisi, però foren derrotats a la batalla de Bolnissi. El 1231 els mongols creuaren l'Amudarià i avançaren cap a l'Azerbaidjan. Djalal al-Din sortí a combatre'ls però fou abandonat per tots i morí el 1231 i els georgians tornaren a dominar el país. El 1232 o 1233 el soldà del Soldanat de Rum va envair el país i la reina va haver de signar un tractat pel qual la seva filla Tamara es casava amb l'hereu de Rum, Malik Kias al-Din.